# Tipula (Savtshenkia) simulans
Tipula (Savtshenkia) simulans is een tweevleugelige uit de familie langpootmuggen (Tipulidae). De soort komt voor in het Palearctisch gebied.